# TBC (대한민국의 방송사)
주식회사 TBC(한국어: 티비씨)는 대구·경북을 방송권역으로 하는 민영방송사이며, 주로 SBS(모기업:태영건설)의 프로그램을 편성하고 있다.

## 개요
1995년 5월 14일에 PSB 부산방송(현 KNN), TJB 대전방송, kbc 광주방송과 함께 대구·경북권 지역 민영 방송 대구방송(大邱放送, 약칭 TBC)으로 개국하였다. TBC는 SBS와 제휴하여 네트워크 프로그램(SBS 제작)을 69%를 편성하고, 자체적으로 31%를 제작·방송하고 있다. SBS와는 법인간 소유 관계는 전혀 없으며 프로그램의 제휴만 관계가 있지만, 1980년 12월 1일, 언론 통폐합 실시로 인해 KBS에 인수 합병된, 수도권 및 동남권(부산·경남권) 지역의 지상파 민영 방송이었던 TBC 동양방송과는 전혀 관련이 없다.
대구·경북권 지역민방인 TBC는 1차 허가 지역민방인 PSB 부산방송(현 KNN), TJB 대전방송, kbc 광주방송과 2차 지역민방인 ubc 울산방송, JTV 전주방송, CJB 청주방송, 그리고 3차 지역민방인 GTB 강원민방 (현 G1방송), JIBS 제주방송과 더불어 SBS와 함께 전국 10개 민영방송사와 공동 편성, 협력 관계를 유지하고 있다. 이들 지역 민방들 간에는 배타적인 방송허가구역 획정으로 시장에서의 경쟁관계는 없으며 단지 협력적 모델을 수립하여 상호 협조하고 있다. TBC는 2000년 12월 시청 권역 광역화를 완성하여 대구광역시와 경상북도 전체를 아우르는 가시청권역을 확보하였다.
2010년 11월 29일 코스닥에 상장되었으며, 2011년에 창사 16주년을 맞아 HD급 고화질로 프로그램을 제작, 방송을 시작하였다. 2015년에 창사 20주년을 맞이했다.
2015년 5월 14일에 사명을 (주)대구방송에서 TBC로 변경하였다.

### 본사·지사 소재지
본사
- 대구광역시 수성구 동대구로 23 (두산동)

서울지사
- 서울특별시 강서구 공항대로 396 (화곡동) ㈜귀뚜라미빌딩 TBC서울방송센터

동부지사
- 경상북도 포항시 남구 포스코대로 329 (상도동) 대구은행 TBC동부지사

북부지사
- 경상북도 안동시 송하2길 49-16 (송현동)

### 매출과 손익
- 2021년도 기준 TBC의 매출액은 428억원, 매출원가는 303억, 판매비와 일반관리비가 82억이었다. 이에 영업이익은 43억원의 흑자가 발생하였으며, 세전이익은 59억원을 달성하였고, 법인세등을 제외한 당기순이익은 46억의 흑자를 기록하였다.
- TBC의 매출액 규모는 428억원으로 전국 9개 지역민방 중 부산경남 대표채널 KNN (舊 PSB 부산방송)에 이어 두 번째로 높은 수치이다.

#### 부문별 매출비율
- 방송부문

- 방송 광고 83.4%
- 프로그램 판매 1.7%

- 문화사업부문

- 티켓 판매 등 14.9%

### 해외 방송국 제휴 현황
- 미국 - KCOP-TV
- 일본 - 히로시마 홈 TV (広島ホームテレビ)[3]
- 중국 - 선양 방송 (沈阳广播电视台)[4]

※ 일본의 TV 아사히 중국의 CCTV, 미국의 UPN과 제휴한 적이 있으나 히로시마 홈 TV, 선양 방송과의 제휴, UPN의 폐국로 인해 파기되었다.

### 로고송 변천 과정
- 로고송 정보는 TV방송의 Ident(일명 ID)를 기준으로 한다.

1995년 5월 14일 ~ 2015년 5월 13일
- 기쁨 가득 행복이 가득 TBC (티비씨) 대구방송
- 즐거운 만남 정다운 친구 TBC (티비씨) 대구방송
- TBC TBC TBC (티비씨 티비씨 티비씨) 다정한 이웃 여러분의 대구방송 등

2015년 5월 14일 ~ 현재
- 아름다운 미래 행복이 가득 언제나 TBC (티비씨)
- 언제나 당신 곁에 다정한 친구 우리의 TBC (티비씨)(당신 곁에 TBC {티비씨})
- 사랑해 우리의 방송 함께해 언제나 TBC (티비씨)(사랑해요 TBC {티비씨})
- 사랑가득 희망가득 행복한 TBC (티비씨)

### 방송이념
- 사람 / 자연 / 문화사랑 "아름다운 대구·경북을 만듭시다."

## 연혁

### 1990년대
- 1994년 8월 10일 대구·경북 지역 민영방송 사업자로 (주)대구방송 선정, 운영주체 (주)청구로 확정됨, 청구대구사옥 자리를 대구방송이 방송국사옥으로 사용하기로 확정됨, 회장에 장수홍 청구그룹 회장 겸직 하여 취임함, (주)청구가 지배주주로 있고 장수홍 회장을 필두로 운영진 및 임원 결성.
- 1994년 9월 9일 창립 총회 개최 (43개 주주사)
- 1994년 10월 7일 TBC 대구방송 창립
- 1994년 10월 21일 TBC 두산동 사옥 완공 (지하 1층, 지상 8층, 연건평 3,600평)
- 1994년 12월 19일 정보통신부로부터 가허가 취득 (채널: UHF 19, 출력: 30㎾, 호출부호: HLDE-TV)
- 1995년 3월 26일 팔공산 송신소 완공
- 1995년 3월 27일 시험 방송 실시
- 1995년 3월 31일 일본 TV 아사히와 제휴 협정 체결
- 1995년 4월 4일 SBS와 기본 협정 체결하여 방송 네트워크 체결, 2년 간 SBS 프로그램 공급료 면제하기로 결정함. 4대 민방 (부산, 대구, 대전, 광주) 공동으로 편성하는 프로그램은 2년 간 무료로 공급하게 되었다.
- 1995년 5월 10일 SBS와 세부 협정 매듭하여 세부 협정 마무리로 개국하기 전에 최종적을 SBS와 프로그램 제휴 협정 마무리 하여 방송 네트워크 체결[5]
- 1995년 5월 12일 미국 LA K-COP 방송국과 제휴 협정 체결
- 1995년 5월 12일 4개지역 간이 중계소 설치 허가 (앞산·파동·구지·구미)
- 1995년 5월 12일 앞산·파동·구지 중계소(TVR) 개소
- 1995년 5월 14일 텔레비전 방송 개국[6]
- 1995년 5월 30일 TBC 서울지사 개소
- 1996년 2월 26일 <한국 민영 TV방송 협의회> 창립
- 1996년 6월 15일 TBC문화재단 설립
- 1996년 9월 12일 중부취재본부 개소(구미)
- 1997년 5월 2일 일본 TV 아사히 계열 방송국 히로시마 홈TV와 제휴 협정 체결[3]
- 1997년 12월 1일 TBC 드림 FM 개국 (주파수: 99.3㎒)

- 1999년 12월 1일 1차 TV 방송 권역 광역화 (안동·포항·경주·울진 중계소 개소)

### 2000년대
- 2000년 12월 1일 2차 TV 방송 권역 광역화 (상주·영양 중계소 개소) → TV 광역화 완성
- 2001년 3월 1일 포항 FM 중계소 개소 (주파수: 99.7㎒)
- 2002년 3월 10일 TBC의 대주주인 귀뚜라미보일러 변경 (기존 대주주인 청구는 소멸이 되었다.)
- 2002년 6월 14일 일본 TV 아사히 계열 방송국 히로시마 홈TV와 업무 협정 체결
- 2003년 5월 21일 중부 취재 본부 (구미) 개소
- 2003년 8월 21일 TBC 디지털 방송 개국
- 2005년 10월 27일 포항 조항산 D-TV 중계소 신축 준공식
- 2005년 12월 22일 TBC 학가산 디지털 TV 중계소 개국, 대구·경북 전역에 디지털 방송 시작
- 2006년 12월 27일 TBC 대구 경북 권역 DMB (지상파 이동 멀티미디어 방송) 사업자로 선정
- 2007년 9월 28일 TBC 지상파 DMB 시험 방송 실시
- 2008년 6월 30일 TBC DMB 본방송 실시
- 2008년 12월 1일 안동 FM 중계소 개소(주파수: 106.5㎒)
- 2009년 1월 1일 TBC CI 변경(2008년 12월 31일 까지의 로고는 영문판 참고)

### 2010년대
- 2010년 9월 1일 울진군 지상파 아날로그 TV 방송 종료
- 2010년 1월 1일 (주)티비시엔비 출범 및 신사업 개시
- 2010년 11월 29일 코스닥 상장
- 2011년 5월 16일 HD 방송 시작. 디지털 부조정실 완공.
- 2011년 10월 17일 디지털 종합 편집실 완공
- 2012년 10월 17일 디지털 방송 송신 시설 구축 완료
- 2012년 11월 6일 지상파 아날로그 TV 방송 종료
- 2013년 2월 25일 서울방송센터 개소
- 2013년 3월 17일 최진민 대표이사 사장 퇴임
- 2013년 3월 18일 김정길 대표이사 사장 취임
- 2013년 7월 17일 대구·경북지역 디지털 주파수 재배치 완료
- 2013년 11월 4일 TBC 동부방송센터(포항시, 영덕군, 울진군, 울릉군) 개소
- 2015년 5월 10일 성서 FM 중계소 개소(주파수: 106.5㎒)
- 2015년 5월 14일 사명을 TBC 대구방송에서 (주)TBC(티비씨)로 사명 변경.
- 2016년 1월 4일 경북본부(안동시 소재) 개소.
- 2017년 12월 29일 TBC UHD 방송 개국.
- 2018년 6월 27일 고령군 TBC UHD 방송 개시 및 달성군 TBC UHD 방송 개시.

### 2020년대
- 2023년 7월 1일 TBC 경상북도 군위군 → 대구광역시 군위군 통합

## TV 방송
1995년 5월 14일 PSB 부산방송 (현 KNN 부산경남방송), kbc 광주방송, TJB 대전방송과 함께 동시에 TV 방송 개국을 하면서 TBC 대구방송의 본격적인 방송 역사가 시작되었다. 당초 정부는 2000년대까지 지역민방을 전국의 23곳에 신설하려고 했으나 IMF 외환위기의 여파로 계획이 무산되어 대구, 경북 지역에서 안동방송과 포항방송 설립은 백지화 되고 TBC가 대구, 경북 전 지역을 방송권역으로 확대하기로 확정됨에 따라 대구 시내의 간이 중계소부터 경주, 구미, 포항, 영덕, 울진, 안동, 영주, 문경 등 빠른 속도로 중계소들을 준공해나가 개국한지 5년 만에 대구 경북대부분 지역을 가시청권으로 확보하는데 성공하였다. 이어 2003년 8월 21일에 디지털 TV 방송을 개국하여 고화질의 TV 방송을 서비스 하고 있다. 대구·경북 지역과 경남 일부 지역을 가시청권역으로 방송 중이다.
당초 정부는 1994년 4월 부산, 대구, 대전, 광주 등 4개 직할시(현재 광역시)에 지역민방 설립 당시 96년에 도청소재지를 비롯한 7~9개 도시에 2차
지역민방을 설립하고 1996년 이후에 2000년대 초반까지 인구 50만명 이하 중,소도시에도 지역민방을 설립하여 10개를 추가로 96년 이후 97년 부터
설립허가를 하겠다고 발표하였다. 하지만 97년 IMF 외환위기로 인해서 1차 지역민방과 개국한지 얼마안된 신생 2차 지역민방까지 경영난으로 인해
모기업 운영주체가 부도나는등 여러 가지 어려움이 있었으며 IMF 외환위기 이후 98년 김대중 정부에서 방송 구조조정으로 인해 신규 지역민방은 허가
하지 않기로 했으며 이로인해 전국 인구 50만 이하 중. 소도시에 지역민방 10개 내외 개국은 무산되었다. 중소도시 지역에 설립되는 지역민방 대신
기존 지역민방이 인근 지역으로 권역 확대하는 지역민방 광역화르 문화관광부에서 허가하여 TBC 대구방송도 기존 팔공산 송신소와 구미 금오산 중계소등 대구와 경북 남부지역에 국한된 방송권역을 경북 북부와 동부지역 등 대구경북 전체로 확장하는 광역화 정책으로 인해 당초 94년 김영삼 정부에서 추진한 인구 50만명 이하 중, 소도시 지역민방 설립추진으로 중장기적으로 안동방송과 포항방송도 설립할 예정인 경북도내 추가 지역민방 개국이 무산되었다.
TBC 대구방송에서 방송 광역화 되기전 경북 북부지역과 동부지역에서는 일부지역에서는 팔공산 송신소 채널 19번을 통해서 직접수신이 가능하였으며
난시청 지역이나 전파가 잘 닿지 않는 지역에서는 팔공산 송신소 채널 수신이 곤란하여 TBC 대구방송 시청이 어려웠고 케이블(유선방송)을 통하여
시청이 가능해 유선방송 가입을 해야 TBC 대구방송 시청을 할수 있었다.
TBC 대구방송 개국전 경북북부지역 안동시에서는 SBS 개국이후 부터 1995년 6월 TBC 대구방송 개국 한지 얼마 안돼서 까지 유선방송을 통해서 서울 SBS 채널을 역외재송신 하여 안동시 지역 에서는 유선방송 가입자에 한해서 SBS를 수도권 시청자들처럼 시청할 수 있었다.
타지역처럼 녹화 재방송이 아닌 실시간 역외재송신으로 SBS를 송출했다. 녹화 방송이 아닌 실시간 역외재송신 이라 안동시 주민들은 유선방송 가입하면 무조건 서울 SBS 채널 시청이 자유롭게 가능하였다.
TBC 대구방송 개국 이후는 안동시에서 유선방송 채널에서 기존에 SBS 를 역외재송신 하던것을 TBC 대구방송으로 채널 변경하여 TBC 대구방송을 역외 재송신 하였다.
2000년 광역화 이전에는 TBC 대구방송은 경북북부와 동부지역은 방송권역에 해당하지 않았으며 유선방송에서 역외 재송신을 실시하였다.
일부지역은 TBC 대구방송과 서울 SBS 방송을 동시에 역외재송신 하는 지역도 있었으며 TBC 대구방송 대신 서울 SBS를 역외재송신 하는 지역의 유선방송국도 존재하였다.
1994년 지역민방 허가 및 1995년 5월 개국당시 방송권역은 대구광역시와 구미시(선산군),경산시,칠곡군,군위군,영천시 등 일원과 의성군, 김천시(금릉군),성주시,청도군, 상주시, 청송군 일부지역이 가시청 권역이었다 이외 지역은 지역민방 허가당시에 가시청 권역에 해당하지 않았다. 대구와 경북 중부 및 남부지역만 가시청 권역에 해당하였다. 나머지 지역은 인구 50만명 이하 도시 지역 MBC 규모의 지역민방 설립으로 권역을 설정하려고 계획하였다.
TBC 방송권역에 해당하지 않는 지역에서 유선방송등의 유료방송을 통해서 재송신하는 지역은 인구 50만명 이하 중소도시 지역의 지역민방 안동방송과 포항방송 개국전까지 유선방송등 유료방송을 통해서 임시로 재송신한다는 방침을 정해놓고 TBC 대구방송 채널을 허가받은 방송구역인 대구와 경북남부 중부 지역이외의 경북전역에서 역외재송신 하였다.
장수홍 TBC 회장을 비롯하여 TBC 임원들이 1994년 8월에 지역민방 사업자 선정이 청구로 확정된 이후 밝힌 TBC 대구방송의 편성 계획을 보면 뉴스의 경우 TBC 자체제작 뉴스를 제외한 나머지 뉴스프로그램은 SBS에서 받는 것이 아니라 가급적 연합뉴스통신과 협조 체제와 네트워크를 구축하여 뉴스의 경우 TBC 뉴스는 지역 뉴스로 편성하고 중요한 중앙뉴스는 TBC 서울지사를 설치하여 서울지사를 통해 직접 보도하고 전국 뉴스의 경우는 연합뉴스를 릴레이 편성할 계획이며 SBS 뉴스의 경우 개국 초기 일부만 편성하고 향후에는 SBS 뉴스를 TBC에서 편성하지 않을 방침이며 되도록이면 개국 초기부터 전국뉴스는 SBS 뉴스가 아닌 연합뉴스의 뉴스를 릴레이 받을계획이었다. SBS의 드라마, 쇼, 오락, 다큐멘터리, 스포츠, 보도 등의 프로그램들을 전적으로 수용하지 않겠다고 밝혔다. 대부분의 프로그램을 SBS에서 받는 것이 아니라 지역에 맞는 자체 제작 프로그램을 많이 만들겠고 SBS 프로그램은 상업적이고 질적에서 낮은 것들이 많아 전적으로 수용하지 않겠으며 우수한 일부 SBS 프로그램만 편성하고 나머지는 뉴스의 경우 연합뉴스와의 네트워크 협조 체제로 연합뉴스 프로그램을 편성하고 SBS의 일부 프로그램과 나머지는 케이블TV 나 프로덕션 그리고 대구, 경북 지역에 맞는 자체 제작 프로그램으로 편성해 나갈 방침이었다. 장수홍 회장이 모 신문사 인터뷰에서 상업성에 휘말려 TBC 대구방송이 SBS의 네트워크로 전락해서는 절대 안 된다며 TBC를 대구, 경북 지역에서 가장 영향력이 있는 대중 매체로 만들겠으며 대구, 경북 지역에 맞는 뉴스 프로그램과 자체 제작 프로그램 지역 밀착형 프로그램을 많이 만들겠다는 편성 구상을 발표하기도 하였으며 나머지 SBS 프로그램들도 99년까지 편성을 대폭 줄여나가서 가급적 SBS와의 제휴비율을 개국 이후부터 점차 낮춰가겠다고 하였다. 하지만 SBS 와 기본 협정 체결 당시 SBS 뉴스 프로그램이 네트워크 시간대에 포함되었으며 SBS 측의 반발로 연합뉴스와의 네트워크 체제 구축하여 뉴스 프로그램은 연합뉴스를 받고 자체 제작을 제외한 나머지 프로그램은 SBS를 받는다고 계획한 장수홍 회장의 방송 편성 계획은 무산되었으며 뉴스의 경우 TBC 뉴스 시간을 제외한 전국 뉴스 프로그램은 SBS 뉴스를 그대로 받게 되었다. 개국당시 자체 편성 비율은 당초에 28.6%로 편성하려고 계획하였고 장수홍 TBC 초대회장도 개국 당시 자체 편성 비율을 28.6%로 설정하려고 계획하였고 개국 당시 편성을 하려고 추진하였으며 5년 뒤인 1999년에는 40.4%를 자체 편성 비율로 확대하려고 하였다.
2000년대 들어서 TBC 대구방송의 최종적인 자체편성비율 편성은 50%까지 확대 편성하여 SBS 뉴스를 전혀 릴레이 받지 않으며 SBS 뉴스를 제외한 나머지 SBS 프로그램 50% 와 TBC 프로그램 및 연합뉴스 프로그램 50% 로 전체 방송 시간의 절반 시간은 자체 편성하려고 개국 당시 목표를 선정하며 개국 이후에는 SBS 프로그램을 받는 것을 매년마다 줄여 나가기로 장수홍 회장과 TBC 임원들이 추진하려고 하였다.
그러나 대구, 경북 시청자들의 SBS 시청욕구와 SBS에 대한 기대와 자체 제작 프로그램 보다 SBS 프로그램에 대한 시청률이 높으며 SBS 프로그램을 선호하는 추세, 그리고 자체 편성시 SBS 프로그램을 못 보내는 여러 가지 문제점이 있으며 시청자들의 강력한 반발과 함께 SBS에 대한 시청 욕구가 강한점 등으로 자체 편성 비율이 높으면 시청자들의 강력한 반발이 거세질 것을 감안하여 계획을 백지화하였고 40.4%~59.6%의 당초 편성안은 무산되었다. 연합뉴스 프로그램을 릴레이 받아서 방송하는 계획도 취소 및 무산 되었으며 뉴스 프로그램도
자체 제작 뉴스를 제외하면 다른 지역민방들처럼 SBS 뉴스를 릴레이 받아서 편성하게 되었다. TBC 임원들의 최종적인 확정안은 운영 주체 선정 이후 여러차례 검토 및 회의 하에 자체 편성 비율은 대구 경북 지역민들의 여론을 감안할 수 밖에 없는 실정이라서 자체 편성 비율을 낮추어서 방송할 수 밖에 없는 상황이었다.
그리하여 개국 초기 자체 편성 비율은 22.95%로 낮추어서 확정지었다. 자체 편성 프로그램 이외에는 SBS를 그대로 송출하여 방송하기로 하였다.

### 자체 편성 비율의 변천사
| 시대                | 편성 비율 |
| ------------------- | --------- |
| 1995년 5월          | 22.95%    |
| 1995년 7월          | 22.95%    |
| 1995년 11월         | 23.8%     |
| 1996년 3월          | 25%       |
| 1996년 5 ~ 7월      | 28%       |
| 1996년 11월         | 32.6%     |
| 1997년 3월          | 32.2%     |
| 1997년 5월          | 32%       |
| 1997년 7월          | 33.8%     |
| 1997년 11월         | 30%       |
| 1998년 1월          | 25%       |
| 1998년 3월          | 19.1%     |
| 1998년 5월          | 16%       |
| 1998년 11월         | 14%       |
| 1999년 1월          | 13%       |
| 1999년 5월          | 13%       |
| 1999년 11월         | 13%       |
| 2000년 1월          | 15%       |
| 2000년 3월          | 15%       |
| 2000년 5월          | 15%       |
| 2000년 11월         | 19%       |
| 2001년 1월          | 25%       |
| 2001년 3월          | 25.3%     |
| 2001년 5월          | 28.6%     |
| 2001년 11월         | 29.6%     |
| 2002년 1월          | 31.6%     |
| 2002년 5월          | 31%       |
| 2002년 11월         | 32%       |
| 2003년 3월          | 33%       |
| 2003년 7월 ~ 2005년 | 35%       |
| 2006년 ~ 2015년     | 33%       |
| 2016년 ~ 2017년     | 31%       |
| 2017년 ~ 2022년     | 32%       |
| 2022년 ~ 현재       | 29%       |

### 프로그램

#### 시사교양
- 생방송 굿데이 (신상윤, 김명미 아나운서)
- 싱싱! 고향별곡 (한기웅, 이정영)
- TBC클리닉 건강365 (김선희 아나운서)
- 열린 TBC (신상윤, 장진영 아나운서)
- 테마스페셜
- 특집 프로그램

#### 문화생활
- 고택음악회 시즌10
- 네트워크 현장! 고향이 보인다 (SBS) (김도휘, 장진영 아나운서)
- 화첩기행 (TJB)

#### 연예오락
- 전국 톱 10 가요 쇼 (CJB)

#### 스포츠 중계
- TBC 스포츠 볼링[7](캐스터 장진영, 해설위원 김영은) - 2000년부터 현재, 최장수 프로그램

### 방송 송출 시설망
- 호출부호: HLDE-DTV
- 가상채널: 6-1

| 송신소        | UHD      | UHD   | HD                                    | HD    | 송신소 위치                       |
| 송신소        | 물리채널 | 출력  | 물리채널                              | 출력  | 송신소 위치                       |
| ------------- | -------- | ----- | ------------------------------------- | ----- | --------------------------------- |
| 팔공산 송신소 | CH 53    | 5kW   | CH 15                                 | 2.5kW | 경북 영천시 신녕면 치산리 산141-5 |
| 동곡 소출력   |          |       | CH 15                                 | 0.05W | 경북 청도군 금천면 동곡리         |
| 파동 중계소   | CH 41    | 10W   | 대구 수성구 파동 산9-1 법이산         |       |                                   |
|               |          |       |                                       |       |                                   |
| 와룡산 중계소 | CH 38    | 90W   | 대구 달서구 이곡동                    |       |                                   |
| 서재 소출력   | CH 15    | 0.05W | 대구 달성군 다사읍 서재리             |       |                                   |
| 논공 소출력   | CH 27    | 0.05W | 대구 달성군 논공읍 북리 803           |       |                                   |
| 구지 중계소   | CH 24    | 20W   | 대구 달성군 구지면 화산리 산10 대니산 |       |                                   |
| 대합 소출력   | CH 24    | 0.05W | 경남 창녕군 대합면 십이리             |       |                                   |
| 구미 중계소   | CH 39    | 90W   | 경북 구미시 남통동 산94 금오산        |       |                                   |
| 김천 중계소   | CH 29    | 20W   | 경북 김천시 신음동 866-1 (달봉산)     |       |                                   |
| 상주 중계소   | CH 50    | 20W   | 경북 상주시 만산동 산68               |       |                                   |
| 학가산 중계소 | CH 24    | 1kW   | 경북 안동시 북후면 신전리 산69        |       |                                   |
| 임동 소출력   | CH 24    | 0.05W | 경북 안동시 임동면 중평리             |       |                                   |
| 길안 소출력   | CH 24    | 0.05W | 경북 안동시 길안면 천지리             |       |                                   |
| 일월산 중계소 | CH 47    | 1kW   | 경북 영양군 청기면 당리 산118         |       |                                   |
| 입암 소출력   | CH 47    | 0.05W | 경북 영양군 입암면 산해리             |       |                                   |
| 경주 중계소   | CH 21    | 90W   | 경북 경주시 율동 2014 벽도산          |       |                                   |
| 조항산 중계소 | CH 41    | 2kW   | 경북 포항시 남구 장기면 죽정리 산94-1 |       |                                   |
| 이가리 소출력 | CH 41    | 0.05W | 경북 포항시 북구 청하면 이가리        |       |                                   |
| 월포 소출력   | CH 41    | 0.05W | 경북 포항시 북구 청하면 월포리        |       |                                   |
| 온정 중계소   | CH 22    | 20W   | 경북 울진군 온정면 덕인리 산14        |       |                                   |
| 울진 중계소   | CH 22    | 90W   | 경북 울진군 원남면 덕신리 산10 현종산 |       |                                   |
| 부구리 소출력 | CH 22    | 0.05W | 경북 울진군 북면 부구리               |       |                                   |

아날로그TV
- 호출부호: HLDE-TV

| 송신소        | 채널  | 출력  | 송신소 위치                           |
| ------------- | ----- | ----- | ------------------------------------- |
| 팔공산 송신소 | CH 19 | 30 kW | 경북 영천시 신녕면 치산리 산141-5     |
| 파동 중계소   | CH 35 | 50W   | 대구 수성구 파동 산9-1 법이산         |
| 앞산 중계소   | CH 41 | 100W  | 대구 남구 대명9동 산227-1             |
| 구지 중계소   | CH 35 | 100W  | 대구 달성군 구지면 화산리 산10 대니산 |
| 구미 중계소   | CH 35 | 500W  | 경북 구미시 남통동 산94 금오산        |
| 상주 중계소   | CH 51 | 100W  | 경북 상주시 만산동 산68               |
| 학가산 송신소 | CH 21 | 10 kW | 경북 안동시 북후면 신전리 산69        |
| 일월산 중계소 | CH 57 | 500W  | 경북 영양군 청기면 당리 산118         |
| 경주 중계소   | CH 47 | 500W  | 경북 경주시 율동 2014 벽도산          |
| 조항산 송신소 | CH 22 | 10 kW | 경북 포항시 남구 장기면 죽정리 산94-1 |
| 울진 중계소   | CH 28 | 500W  | 경북 울진군 원남면 덕신리 산10 현종산 |

## 라디오 방송
SBS와 라디오 방송에 관한 업무제휴 협정을 맺고 1997년 12월 1일 TBC를 개국하였다. 이후 조항산(2001년), 학가산(2008년), 와룡산(2015년)에 중계시설을 설치함에 따라 대구경북 대부분 지역을 방송권역으로 삼게 되었다. FM라디오 1채널을 운영중이며 대구·경북 전 지역을 가청권역으로 하고 있다. 현재 약 66%는 SBS 파워FM 프로그램이, 나머지 34% 정도는 드림FM 자체 제작 프로그램을 방송한다.
개국 당시에는 몇달 만 일부 프로그램에서 SBS 파워 FM 전파를 릴레이 받고 1998년 봄개편부터 SBS 파워FM 방송을 송출하지 않고 100% 전체 방송 시간을 모두 TBC에서 자체 제작한 프로그램을 방송하기로 하였으나 IMF 외환위기로 인하여 경제적 어려움과 당시 TBC 운영 주체인 (주)청구그룹이 법원에 화의 신청을 하였으며 이후 법원의 권유에 따라서 법정관리 신청을 하여 (주)청구그룹이 부도위기에 직면하자 방송국 운영에 어려운 점이 있는 것을 감안하여 1998년 봄 개편 이후에는 SBS와 기본협정을 끊고 라디오는 모든 프로를 TBC 자체 프로로 채운다는 100% 자체편성은 무산되었다. TBC 드림 FM 개국 당시에는 밤 늦은시간과 이른시간 일부를 제외하고 모두 TBC 자체 프로그램만 대부분 방송 되었다. 당시에는 전체 방송시간 중 70%는 TBC 자체 프로그램이 방송되었고 나머지 30%는 SBS에게 전파를 받아 SBS 파워 FM 프로그램이 그대로 방송되었다. IMF 외환위기 이후에는 SBS 러브FM이 개국한 직후부터 2005년까지 TBC 드림 FM으로 SBS 파워FM 프로그램만 방송하지 않고 일부는 SBS 러브FM의 프로그램이 방송 되었으며 한동안 SBS 8 뉴스도 SBS 러브FM과 동일하게 라디오로 수중계 방송 되었으며 SBS의 매 시간 정각 뉴스프로그램 일부도 방송되었다.

## 프로그램
| 프로그램명           | 방송 시간                                                                                 | 진행자                                                 | 비고          |
| -------------------- | ----------------------------------------------------------------------------------------- | ------------------------------------------------------ | ------------- |
| 오늘은 즐거운 가요!  | 매일 아침 5시 ~ 6시                                                                       | 김대진                                                 | 비시즌 한정   |
| 돈 워리 비 해피      | 매일 오전 11시 ~ 11시 50분                                                                | 김선희                                                 | 진행 및 연출  |
| TBC 낮 종합뉴스      | 매일 오전 11시 50분 ~ 낮 12시                                                             | 백승열, 김예은                                         |               |
| 라디오 세상          | 매주 월, 토, 일요일 오후 6시 ~ 8시 / 프로야구 경기가 없는 날 오후 6시 ~ 8시               | 김도휘                                                 | KBO 시즌 한정 |
| TBC 프로야구         | 매주 화요일 ~ 금요일 저녁 6시 ~ 10시 / 주말 및 공휴일 낮 2시, 저녁 5시, 저녁 6시 (유동적) | 진행 : 장진영, 중계방송 캐스터 : 김대진, 해설 : 김용국 |               |
| 장예은의 매직? 뮤직! | 매일 밤 8시 ~ 10시                                                                        | 장예은                                                 |               |
| 장진영의 해피드림    | 매일 밤 11시 ~ 12시                                                                       | 장진영                                                 |               |
| 조현진의 더 클래식   | 매주 토요일 ~ 일요일 밤 12시 ~ 1시                                                        | 성악가 조현진                                          |               |
| TBC 가요아카데미     | 매주 일요일 밤 12시 ~ 1시                                                                 |                                                        |               |

### 방송 송출 시설망
TBC Dream FM
| TBC Dream FM  | TBC Dream FM | TBC Dream FM | TBC Dream FM | TBC Dream FM                          | TBC Dream FM |
| 송신소        | 주파수       | 출력         | 호출부호     | 송신소 위치                           |              |
| ------------- | ------------ | ------------ | ------------ | ------------------------------------- | ------------ |
| 팔공산 송신소 | FM 99.3MHz   | 5kW          | HLDE-FM      | 경북 영천시 신녕면 치산리 산141-5     |              |
| 조항산 송신소 | FM 99.7MHz   | 1kW          | HLDE-FM      | 경북 포항시 남구 장기면 죽정리 산94-1 |              |
| 학가산 송신소 | FM 106.5MHz  | 500W         | HLDE-FM      | 경북 안동시 북후면 신전리 산69        |              |
| 와룡산 중계소 | FM 106.5MHz  | 100W         | HLDE-FM      | 대구 달서구 이곡동 산1                |              |

### 라디오 시작 멘트
- TBC Dream FM입니다. (광고 후 시보)

### 라디오 주파수 멘트
- 대구,경주 99.3 MHz, 포항,울진 99.7 MHz, 안동,영주 106.5 MHz TBC Dream FM입니다. (TBC Dream FM 로고송 후 시보)

### 로고송
- 언제나 정다운 소리 나의 TBC Dream FM~ 포근한 사랑의 소리 나의 TBC Dream FM~ Dream~ Dream~ Dream~ FM!
- 정다운 가족 다정한 친구 TBC Dream FM~ (무광고 시보)

### 제공 시보

#### 정각 시보
- 서한 이다음
- 스파밸리
- 오렌지라이프
- 호산대학교
- 영진사이버대학교
- 계명문화대학교
- 영남이공대학교
- 영진전문대학교
- 한국폴리텍대학 대구캠퍼스
- 대구미래대학교
- 대구예술대학교
- 켈란썬팅
- 무극안경
- 1544-7988 대구대리운전협동조합
- 현창건설
- 가족처럼 친구처럼 TBC Dream FM

#### 30분 시보
- 안전한 대리운전 1544-7979 대구사랑 대리운전
- 가족처럼 친구처럼 TBC Dream FM

## 사가
- 1997년 12월 1일부터 현재까지 TBC Dream FM 방송시작멘트에 TBC 대구방송의 사가로 사용되고 있다. 이 사가는 방송 시작멘트에서 들을 수 있다.

1절
민족의 정기어린 팔공산 높이
우리 함께 손잡고 밝혀든 횃불
내 고장 내 조국 밝은 내일 향하여
새역사 창조하리 빛의 큰 울림
2절
아름다운 낙동강 꿈꾸는 여기
우리 함께 뜻모아 드높은 기상
신나고 풍요로운 밝은 사회 향하여
민족 문화 꽃 피우리 빛의 큰 울림
후렴
우리 방송 TBC 우리 방송 TBC 세계의 방송
찬란하게 빛나리라 그 이름 TBC

## 직원 현황
- 아나운서 - 신상윤, 김선희, 김도휘, 장진영, 김명미, 백승열, 이향원, 박수연, 김예은, 이혜주
- 기상캐스터 - 이현정, 서문형
- 진행자, 리포터, DJ - 한기웅, 이정영, 배영서, 강경석, 김철원, 김종식, 문채희, 조수아, 이주영, 장예은, 김건영, 김대진, 예나, 이도현, 홍선미, 이나래
- 삼성 라이온즈 프로야구 해설위원 - 김용국
- 볼링 해설위원 - 김영은
- 보도국장: 이혁동
- 편집부: 이지원 부장
- 정치경제부: 김용우, 박영훈, 이종웅,김낙성, 박정
- 사회부: 권준범 부장, 한현호, 안상혁, 정진명, 박가영
- 기획탐사- 서은진, 남효주
- 영상취재팀장 - 강중구
- 카메라 기자 - 김덕래, 김태영, 이상호, 신경동, 최상보, 김명수, 권기현, 김유진, 고대승, 김남용, 김영상, 변형일, 노태희, 김도윤
- 서울지사 - 황상현 지사장, 현경아 카메라 기자
- 경북지사 - 정성욱 본부장, 김영환 카메라 기자
- 동부지사 - 양병운 지사장,
- 중부지사 - 정석헌 지사장
- SNS팀장 - 전병준
- 편성제작국장 - 권순철
- PD - 김영준, 김승규, 김실화, 박진홍, 박원달, 전병준, 전유형, 조성원, 신서연, 이학락, 최창욱, 황재섭
- 영상미술팀: 영상미술팀장 - 이동근
- 카메라맨 - 서혁수, 박대원, 장태식, 최수원, 채재윤
- CG - 곽호기, 변형일
- 세트 - 노성국, 한경수
- 경영정책국장 - 김홍식
- 기술국장 - 김형기
- 송출기술팀 - 권용직, 김기현, 김병길, 김영동, 김인수, 조순환, 석성진, 신규봉, 이동훈, 이민석, 이승목, 정병철, 천대성
- 제작기술팀 - 김성희, 김진호, 김철남, 김항석, 박병현, 박종필, 방호영, 윤찬, 우인성, 이윤원, 이준영, 이윤식
- 경영정책국장 - 신규봉
- 사업국장 - 서명욱
- 팀원 - 김대식, 조하일
- 한국수어 - 류정은, 하승미

## 참조
1. ↑  HD 디지털 방송 시작 - 메인뉴스 자료[깨진 링크(과거 내용 찾기)]
2. ↑  '대구방송, 창사 20주년 맞아 TBC로 사명 변경' - 연합뉴스 2015.5.14.
3. 1 2  “TBC, 히로시마 홈TV와 제휴협정 체결”. 매일신문. 1997년 4월 29일.
4. ↑  “지역방송가-'아름다운 대구.경북을 만듭시다' TBC 2004 방송주제”. 매일신문. 2004년 1월 2일.
5. ↑  |  | 이 문단은 위키백과의 편집 지침에 맞춰 다듬어야 합니다. 더 좋은 문서가 되도록 문서 편집을 도와주세요. 내용에 대한 의견이 있으시다면 토론 문서에서 나누어 주세요. (2023년 12월 31일) |1. 보도부문: 밤 8시에 편성하는 SBS8뉴스는 당초 SBS의 원안은 전체방송시간 45분 모두 전국에 그대로 방영하려고 계획하였고 별도로 수도권뉴스 프로그램 신설로 그 시간대에 지역뉴스를 편성하려고 계획 하였다. SBS 8 뉴스를 45분 모두 전국에 본방을 내보내려 하자 지역민방의 반발이 심해졌고 SBS 측에서는 원안을 고수하며 SBS 8 뉴스는 메인뉴스 이기 때문에 전국에 모두 방영되어야 한다고 주장하며 세부협정을 맺어 보도부문을 확정하려고 시도하였다. 그러나 지역민방과 뉴스 시간문제로 기본협정 체결후 계속 줄다리기가 이어지다가 결국 지역민방의 요구를 수용하였다. 지역민방의 요구대로 SBS 8 뉴스는 4대지역민방 모두 SBS 8 뉴스 전체방송시간 45분중 30분간은 SBS 8 뉴스를 그대로 편성하고 밤 08시 30분부터 08시 45분까지는 지역민방 각자의 뉴스를 편성하기로 합의, 뉴스끝에는 기존 KBS 뉴스 9, MBC 뉴스데스크처럼 지역뉴스가 끝나고 날씨와 클로징 멘트를 전국에 보여주는 형태와는 달리 뉴스 끝부분은 각자 지역민방이 수주한 광고로 편성하고 날씨와 클로징 멘트 모두 지역민방의 방송으로 채우고 SBS 8 뉴스의 엔딩영상 또한 SBS에서 각자 지역민방에 미리 공급한 영상으로 밤 08시 30분이 되면 지역민방에서 공급받은 SBS 8 뉴스 엔딩영상을 송출한 뒤 뉴스를 끝내고 지역민방 뉴스 편성을 한다. 그리고 뉴스 SBS 8 뉴스 끝부분은 보여주지 않고 지역민방뉴스로 마친뒤 SBS 프로그램을 편성한다, SBS 8 뉴스의 지방시간대는 지역민방의 요구대로 하기 위하여 독자적인 뉴스 이름을 넣기로 하였다. 당초에 계획한 SBS측의 설명에 의하면 예를 들어 대구방송에서 8시 지역뉴스 시간에 SBS 8 뉴스 TBC대구방송이라는 형태로 뉴스이름을 설정하기로 하였으나 지역민방의 거센반발로 SBS측에서 요구한 사항이 무산되고 PSB 부산방송은 뉴스이름이 PSB 뉴스아이, TBC 대구방송은 TBC 뉴스채널, TJB 대전방송은 TJB 종합뉴스, KBC 광주방송은 KBC 뉴스 2000이라는 이름으로 SBS 8 뉴스 뒷편인 지방시간대에 각각 다른 이름으로 편성하기로 하였다. 이로써 8시메인뉴스중 지역민방 시간대는 SBS에 종속되지 않고 어느정도 독자적인 조건이 보장되었다. 뉴스편성에서의 독립이 이루어졌다. 밤 08시부터 30분 까지는 무조건 SBS 8 뉴스를 송출하여야 한다. 뉴스나 스포츠등 SBS로고가 표시된 방송 송출시 각 지역민방은 SBS로고를 편집하지 않고 서울SBS화면을 그대로 받아서 송출한다, 그리고 SBS의 하단스크롤 자막도 편집없이 그대로 송출한다, 아침시간대의 시간도 SBS프로그램 편성시 편집없이 SBS시간표시 그대로 송출한다.
2. SBS프로그램 공급 및 네트워크 시간대 편성비율: 지역민방의 SBS프로그램 네트워크시간대는 기존에 42.6%(전체 방송시간중 2천 3백 40분)를 SBS측에서 공급하기로 하고 비율을 설정하였으나 각4대지역민방이 프로그램 제작능력이 없고 제작여건이 열악하고 프로그램 제작환경이 전반적으로 안 좋으며 제작하기에 미비되는 조건이 상당히 많아서 지역민방4곳 모두에서 SBS프로그램 공급을 대부분 하겠다고 하여 네트워크 프로그램을 많이 늘려줄 것을 요구하여 65%(전체 방송시간중 3천 6백분)를 SBS프로그램으로 네트워크 시간대를 늘이기로 했다.네트워크 시간대의 프로그램 규정도 4개 지역민방에서 동시에 방송되는 프로그램만이 아니라 SBS가 개별 지역민방과 별도로 협정을 맺은 프로그램에까지 적용해 공급권료를 2년간 면제해주기로 하였다. 이와함께 SBS에서 제작하는 프로그램에 지역민방이 참여한 경우의 제작비 지급문제도 3개월뒤 상황에 따라 실제작비를 지급한다고 명문화 하였다.1995년 개국 당시 4개 지역민방의 편성표를 보면 보도 및 스포츠 등과 몇몇 지역프로그램을 제외하면 쇼, 오락, 드라마등 SBS의 거의 모든 프로그램이 지역민방 프로그램에 편성되었다. 지역민방에서 공동제작 프로그램인 네트워크 스페셜과 주말 2시대의 스포츠 및 지역프로를 제외하면 지역민방 자체편성비율이 1995년 당시 공보처에서 의무편성비율로 제시한 15%를 겨우 넘는 수준이었다.
6. ↑  이전에는 대구권(매일,영남,대일,경매) 모 신문사에 따르면, TV 편성표에 KBS와 MBC로 나왔지만, 그 밖에 SBS도 나오지 않는다.
7. ↑  원래의 1995년 10월에 일요당구이었으나, 1998년 9월 IMF 사태로 인해 소재 고갈을 폐지되었고, 약 1년 반만인 다시 부활하여, 2000년 춘계 개편에 따라 TBC 볼링으로 변경됐음
8. ↑  SBS 파워 FM과 네트워크 제휴

## 같이 보기
- KBS대구방송총국
- KBS안동방송국
- KBS포항방송국
- 대구MBC
- 안동MBC
- 포항MBC
- TBN 대구교통방송
- TBN 경북교통방송
- 대구국악방송
- 경주국악방송
- BBS 대구불교방송
- WBS 대구원음방송
- cpbc 대구가톨릭평화방송
- 대구CBS
- 포항CBS
- 성서공동체FM
- 영주FM